# دهستان پایین‌خیابان لیتکوه
پایین خیابان لیتکوه، دهستانی است از توابع بخش مرکزی شهرستان آمل در استان مازندران ایران.

## جمعیت
براساس سرشماری سال ۱۳۸۵جمعیت آن ۲۰٬۶۷۹ نفر (۵٬۳۱۳ خانوار) بوده‌است.